# Dieta de Tolosa (800)
La dieta de Tolosa del 800, fou l'assemblea general del regne d'Aquitània tinguda a la seva capital, Tolosa de Llenguadoc, l'any 800, d'especial importància pels catalans perquè va decidir la conquesta de Barcelona. Acabada la dieta el rei va sortir amb el seu exèrcit i quan va arribar davant la ciutat el valí Sadun al-Ruayni li va sortir a l'encontre i el va reconèixer com a senyor esperant poder conservar el seu govern, però va refusar l'entrada del rei a la ciutat. Lluís que potser encara no se sentia prou fort per iniciar el setge, va dissimular les seves intencions i es va dirigir en direcció a Lleida passant el riu Llobregat (Rubricatus) que formava la frontera entre carolingis i omeies (francs i àrabs, cristians i musulmans) anant a assetjar Lleida a la riba del Segre.